# Burgruine Freudenburg
Die Freudenburg ist die Ruine einer Spornburg auf einem westlichen Bergsporn des Eiderberges am Ende der Burg- und der Balduinstraße innerhalb der Gemeinde Freudenburg im Landkreis Trier-Saarburg in Rheinland-Pfalz.

## Lage
Die Burganlage steht auf der Spitze einer bugförmig zulaufenden Felszunge bei 440 m ü. NN, die durch einen künstlich angelegten Burggraben vom Dorf getrennt ist. Dieser stellt den einzigen Zugang zur Burg dar. Die ein gleichschenkliges Dreieck bildende Anlage gibt mit den in drei Geschossen über der Felskante stehenden Außenmauern ein imposantes Bild ab.

## Geschichte
Die Burg wurde 1330 bis 1337 von König Johann von Böhmen, Graf von Luxemburg, zur Sicherung des 440 Meter hohen Eiderberges als Teil eines größeren Burgenschutzsystems zwischen Trier und Luxemburg erbaut und später an seinen Onkel, den Trierer Erzbischof und Kurfürsten Balduin von Luxemburg, verkauft. Nachdem die Burg im 15. Jahrhundert verfallen war, kam sie 1589 an die Trierer Reichsabtei St. Maximin und wurde unter Abt Reiner Biewer restauriert. 1646 wurde sie im Streit zwischen der Abtei und dem Kurfürstentum Trier von Kurfürst Philipp Christoph von Sötern besetzt und zerstört. Im Zuge der Säkularisation kam die Ruine in den Besitz der Vereinigten Hospitien, die sie 1861 an die Gemeinde Freudenburg verkauften. 1908 und 1980 fanden Sicherungsarbeiten statt.

## Anlage
Von der gotischen Burganlage sind noch der 16 Meter breite und 51 Meter lange Halsgraben, der die Burg vom Burghof trennte, und das Burgtor erhalten. Außerdem existieren noch Reste eines dreigeschossigen Bruchsteinbaus, eines Palas südöstlich des Burghofes (Wohnbauten mit großen Sälen und gehauenen Tür- und Fensterstürzen mit gotischem Maßwerk) und geringe Reste eines runden Bergfrieds. Obwohl die Hofmauern nicht mehr erhalten sind, lassen die vorhandenen Mauerdetails mit Balkenlöchern und Kaminabzügen, sowie Treppenpodeste, Kellergraben und Brunnenschacht einen guten Rückschluss auf den ursprünglichen Bestand zu.